# Шрадер, Мария
Мария Шрадер (нем. Maria Schrader; род. 27 сентября 1965, Ганновер, Германия) — немецкий кинорежиссёр, сценарист и актриса. Лауреат премии Эмми.

## Биография
Мария Шрадер родилась в Ганновере. Училась в школе драмы при университете Max Reinhardt Seminar в Вене. Как актриса она наиболее известна ролью в драме «Эме и Ягуар» (1998), принесшей ей Серебряного медведя Берлинского кинофестиваля, а также участием в сериале-хите «Германия-83», известном как первый сериал на немецком языке, транслируемый по американскому телевидению.
Над нашумевшей «Любовной жизнью» (Liebesleben) (2007), основанной на новелле Цруи Шалев Шрадер работала как актриса, сценарист и продюсер. Она написала сценарии для фильмов «РоббиКаллеПауль», «Я была на Марсе», «Тихая ночь», «Сумасшедший», «Стефан Цвейг». За режиссерскую работу над мини-сериалом Netflix «Неортодоксальная» Шрадер получила премию Эмми, её романтическая комеди «Я создан для тебя» была удостоена Серебряного медведя Берлинского кинофестиваля за главную женскую роль (в исполнении Марен Эггерт).
В 2022 году на экраны вышел фильм Шрадер «Её правда».
У Марии есть дочь Фелиция от режиссера Райнера Кауфмана. Она получила имя в честь героини Шрадер в фильме «Эме и Ягуар».